# Ministero dell'istruzione (Brasile)
Il Ministero dell'istruzione  (in portoghese Ministério da Educação), precedentemente Ministero della pubblica istruzione e della sanità pubblica, è un dicastero del Governo brasiliano responsabile della gestione dell'istruzione.
Il Ministro dell'istruzione è, dall'8 aprile 2019, Abraham Weintraub.